# Erich Hallhuber junior
Erich Hallhuber (* 14. Juli 1951 in München; † 17. September 2003 ebenda) war ein deutscher Volksschauspieler und Synchronsprecher.

## Leben
Erich Hallhuber war der Sohn des ehemaligen Opernsängers und Schauspielers Erich Hallhuber senior.
Der beliebte Theater- und Filmschauspieler war Absolvent der Otto-Falckenberg-Schule in München mit Engagements in Köln und München. Populär wurde er in der Rolle des Amtsrichters Heinz Wunder in Franz Xaver Bogners Serie Café Meineid des BR sowie als Metzger-Willi in der BR-Serie Löwengrube und als Salvatorredner Bruder Barnabas beim Starkbieranstich auf dem Nockherberg.
Zusammen mit seinem Vater Erich Hallhuber senior spielte er einen lispelnden Hausmeister in der Fernsehserie Geschichten aus dem Nachbarhaus. Das Drehbuch dazu verfasste Willy Purucker, der ihm bereits für die BR-Serie Löwengrube die Figur des Metzger-Willi auf den Leib geschrieben hatte.
Zu seinen zahlreichen Hauptrollen im Fernsehen zählen Auftritte in den Krimi-Serien Polizeiinspektion 1 und Kriminaltango sowie in dem Abenteuervierteiler Wind und Sterne. In der 2002 gedrehten Traumschiff-Folge Südsee spielte er als Partner von Karin Thaler eine der Hauptrollen, nachdem er bereits 1998 mit dem Traumschiff in Argentinien gewesen war. In dem Kinofilm Rossini – oder die mörderische Frage, wer mit wem schlief von Helmut Dietl verkörperte er den korrupten Bankangestellten Hopf. In Costa-Gavras’ Holocaust-Film Der Stellvertreter (2002) nach einer Vorlage von Rolf Hochhuth war er als Von Rutta besetzt.
Erich Hallhuber war auch als Synchronsprecher gefragt. So sprach er z. B. in den ersten beiden Harry-Potter-Filmen Alan Rickman (als Severus Snape).
Dem Publikum seiner Heimatstadt bleibt er auch mit seiner literarischen Hommage an den von ihm sehr geschätzten Dichter Erich Kästner in Erinnerung, die er im Spieljahr 2002/2003 auf die Bühne brachte.
Hallhuber wurde am 21. September 2003 tot in seiner Münchner Wohnung gefunden. Die Todesursache, ein epileptischer Anfall, wurde erst einige Zeit danach bekanntgegeben. Er wurde auf dem Münchner Ostfriedhof begraben (Grab Nr. 133-1-10).
Die Ausstrahlung seines letzten Auftritts als Oberamtsrat Rudolf Kalisch in F.X. Bogners Serie München 7 erlebte Hallhuber nicht mehr. Sein Grab ist in Episode 33 (Staffel 5 / Folge 3) kurz zu sehen.
Erich Hallhuber war mit Angela Roy liiert.

## Filmografie (Auswahl)
- 1976: Münchnerinnen (Fernsehfilm)
- 1983: Gestern bei Müllers (Fernsehserie)
- 1983–1985: Polizeiinspektion 1 (Fernsehserie, 3 Folgen)
- 1983: Derrick – Dr. Römer und der Mann des Jahres
- 1983–2003: Der Alte (Fernsehserie, 4 Folgen)
- 1985: Tatort – Schicki-Micki (Fernsehreihe)
- 1986: Derrick – Die Rolle seines Lebens
- 1987: Wind und Sterne (Fernsehmehrteiler)
- 1988: Wieviel Liebe braucht der Mensch (Fernsehfilm)
- 1989: Doppeltes Spiel (Fernsehfilm)
- 1989: Ein Fall für zwei (Fernsehserie, Folge Seitensprung)
- 1990: La belle Anglaise (Fernsehserie, Folge Week-end surprise)
- 1990: Der Millionenerbe (Fernsehserie)
- 1990–2003: Café Meineid (146 Folgen)
- 1991–1992: Löwengrube (Fernsehserie, 6 Folgen)
- 1992: Regina auf den Stufen (Fernsehserie, 8 Folgen)
- 1993: Derrick – Geschlossene Wände
- 1993: Der große Bellheim (Fernsehmehrteiler)
- 1993: Happy Holiday (Fernsehserie, Folge Geheimnisse)
- 1993: Die Männer vom K3 (Fernsehserie, Folge Dreckiges Geld)
- 1994: Anwalt Abel (Fernsehserie, Folge Ihr letzter Wille gilt)
- 1994–1995: Immenhof (Fernsehserie, 19 Folgen)
- 1995–1996: Kriminaltango (Fernsehserie, 14 Folgen)
- 1995: Flucht ins Paradies (Fernseh-Miniserie)
- 1997: Rossini – oder die mörderische Frage, wer mit wem schlief
- 1997–1998: Auf dem Nockherberg (Fernsehserie, 2 Folgen)
- 1998: Das Traumschiff – Argentinien (Fernsehreihe)
- 1998–2001: SOKO 5113 (Fernsehserie, 2 Folgen)
- 1999: Die Sternbergs – Ärzte, Brüder, Leidenschaften (Fernsehserie, 2 Folgen)
- 2000: Die Verbrechen des Professor Capellari (Fernsehserie, Folge Das Traumhaus)
- 2000: Tatort – Viktualienmarkt
- 2000: Der Bulle von Tölz: Rote Rosen
- 2000: Siska (Fernsehserie, Folge Herrn Lohmanns gesammelte Mörder)
- 2001: Eine Liebe auf Mallorca (Fernsehfilm)
- 2001: Der Tanz mit dem Teufel – Die Entführung des Richard Oetker (Fernsehfilm)
- 2002: Wilsberg und der Tote im Beichtstuhl
- 2003: Das Traumschiff – Südsee
- 2003: Im Namen des Herrn (Fernsehfilm)
- 2004: München 7 (Fernsehserie, Folge Mit rechten Dingen)

## Synchronrollen (Auswahl)

### Filme
- 1979: Claude Mann als Claude Ullmann in Armee im Schatten
- 1988: Remo Girone als Michele in Eine Frau
- 1989: John Malkovich als Nick in Eleni
- 1992: Sam Neill als David Jenkins in Jagd auf einen Unsichtbaren
- 2001: Alan Rickman als Prof. Severus Snape in Harry Potter und der Stein der Weisen
- 2002: Alan Rickman als Prof. Severus Snape in Harry Potter und die Kammer des Schreckens

### Serien
- 1977: David Delve als Sam Carne in Poldark
- 1985: Philip Davis als Prinz John in Robin Hood
- 1993: John Harding als Commander George Challenger in Agatha Christie’s Poirot
- 1994: René Auberjonois als Lucien „Luzi“ Belsaphistopheles in Eerie, Indiana
- 1997: Jeremy Brudenell als Nicholas Ward in Highlander